# Erannis effusa
Erannis effusa är en fjärilsart som beskrevs av Barend J. Lempke 1952. Erannis effusa ingår i släktet Erannis och familjen mätare. Inga underarter finns listade i Catalogue of Life.